# 艾迪生鎮區 (印第安納州謝爾比縣)
艾迪生鎮區（英語：Addison Township）是位於美國印第安納州謝爾比縣的一個行政鎮區。

## 地方資料
根據2010年美國人口普查的數據，艾迪生鎮區的面積為73.10平方千米，當中陸地面積為71.80平方千米，而水域面積為1.30平方千米。當地共有人口20585人，而人口密度為每平方千米281.6人。